# Alfa Romeo Gran Sport Quattroruote
L'Alfa Romeo Gran Sport Quattroruote est une voiture spyder deux places, fabriquée par le constructeur italien Alfa Romeo entre 1965 et 1967. C'était la parfaite réplique de l'Alfa Romeo 6C 1750 de 1929.
Au début des années 1960, Gianni Mazzocchi, « patron » de la très réputée revue automobile italienne Quattroruote, sollicita longuement la direction générale du constructeur Alfa Romeo pour réaliser une réplique de l'ancienne Alfa Romeo 6C 1750 apparue en 1929. Avec la complicité du carrossier Zagato, Alfa Romeo décida de relancer une série très limitée de sa fameuse voiture dans sa finition "Gran Sport" qui avait obtenu tant de succès sportifs dans les années 1930. 
La carrosserie de la « Gran Sport Replica » était montée sur la base mécanique de la Giulia TI par Zagato, dans ses ateliers, en respectant les plans de l'époque établis déjà par ce même carrossier dès 1929. 
La voiture, équipée du moteur 4 cylindres double arbre à cames en tête de 1570 cm3 et dotée, par cohérence avec la voiture d'origine, de 4 freins à tambour, atteignait la vitesse de 150 km/h. Réalisée sur commande limitée, les délais d'attente étaient d'environ 120 jours. La voiture était disponible dans les finitions « Normale » ou « Extra ».
La mode qui consistait à transformer les automobiles de série en voitures d'époque avait débuté durant la période « beat » au début des années 1960 et avait vu de nombreux carrossiers notamment italiens s'impliquer dans ce créneau comme Ghia et Siata qui, à partir de plateformes et de mécaniques Fiat, avaient lancé la « Vignale 500 Gamine » et la « Siata Spring ». 
La fabrication de cette série très limitée s'arrêta en décembre 1967 après que les 92 exemplaires prévus eurent été construits. 
Actuellement cette voiture fait l'objet de fortes surenchères auprès des collectionneurs.

## Voir également
- Moteur Twin-Cam Alfa Romeo
- Alfa Romeo Giulia